# Zhu Xi

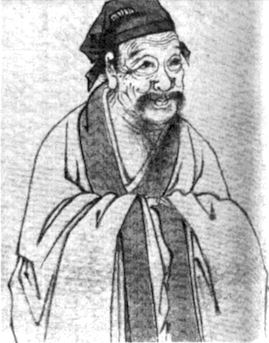
Zhu Xi

Zhu Xi (chinesisch 朱熹, Pinyin Zhū Xī, W.-G. Chu Hsi) (geb. 1130; gest. 1200) war der bedeutendste Neokonfuzianer Chinas. Er lehrte während der Song-Dynastie an der berühmten Akademie zur Weißen-Hirsch-Grotte und war Lehrer und Berater des Song-Kaisers.
Zhu Xi schrieb mehr als 70 Werke. Außerdem gründete er in den Wuyi-Bergen und an anderen Orten mehr als 50 private höhere Lehranstalten und bildete als Privatlehrer einige Tausend Schüler heran. Nicht wenige seiner Schüler wurden berühmte Theoretiker. In jeder Stadt, in der er arbeitete, gründete er eine Lehranstalt.
Unter den Werken von Zhu Xi ist sein Buch Die Familiennormen der Familie Zhu (Zhuzi jiali 朱子家禮, kurz Jiali 家禮) ein wichtiges Werk über die Regelung von Familienangelegenheiten. Kurz vor seinem Tod korrigierte er seine Anmerkungen zum Buch Das Große Lernen (chinesisch 大學, Pinyin dàxué), das bis 1905 als Standard für die Chinesische Beamtenprüfung diente.
Zhu Xi fügte Das Große Lernen zusammen mit den Gesprächen des Konfuzius, dem Buch Mitte und Maß und dem Buch von Mencius zu den sogenannten Vier Büchern zusammen.

## Werke
- Hui’an xiansheng Zhu Wengong wenji 晦庵先生朱文公文集 (Sibu congkan)
- Zhuzi yulei 朱子语类 (Xijing qinglu congshu zhengbian 西京清麓丛书正编)
- Jinsilu 近思录 (Sibu beiyao)
- Sishu zhangju jizhu 四書章句集注

Übersetzung ins Lateinische
- Philippe Couplet, Prospero Intorcetta, Christian Herdtrich, François Rougemont: Confucius Sinarum philosophus sive scientia Sinensis Latine exposita. Paris 1687. (enthält eine lateinische Übersetzung von Zhu Xis Büchern Das Große Lernen, Mitte und Maß und Gespräche des Konfuzius)